# JR東日本HB-E220系気動車
HB-E220系気動車（HB-E220けいきどうしゃ）は、東日本旅客鉄道（JR東日本）の一般形気動車。

## 概要
環境負荷の軽減や片側3扉による乗降のスムーズ化を目的とし、1990年代に製造されたキハ100系・キハ110系の置き換え用として2025年より東北本線・釜石線および八高線に導入される。
2025年5月に報道公開が行われ、性能確認等の各種試験の後、2025年下期に営業運転を開始する予定である。

## 構造

### 車体
ステンレス製で、裾絞りのないストレート車体が採用された。前頭部はGV-E400系に準じたデザインとなり、貫通扉の上部に行先表示器、左右の窓上に標識灯がある。
客用扉は開閉スイッチによる半自動機能およびステップ付きで、片開きのものが片側3か所設けられている。
外装はステンレス地をベースに濃淡のグリーン帯を裾部に配したものとなっており、うち下側の帯はJR東日本のコーポレートカラーとして安定感を表現している。前面右側の帯上には「HB-E220」の表記が入る。

### 機器類
動力台車はDT300形、付随台車はTR275形で、車輪などを分解せず軸受とグリースの交換ができる構造である。各車両には主電動機2台・主発電機・ディーゼルエンジンが搭載されており、燃料供給装置を高圧式とすることで低騒音化が図られている。
動力構造はHB-E210系と同様のシリーズ式ハイブリッド方式が採用されたが、従来車で屋根上にあった主回路用蓄電池は主変換装置に内蔵される形で床下に配置され、これにより空気タンクやトイレのタンクが床上の設置となった。またディーゼルエンジンだけで走行する「DECモード」(DEC = Diesel Electric Car) を備え、主回路用蓄電池を開放した状態でも走行が可能となっている。
空調装置は空気清浄機能付きの集中式（AU744形）で、車内外の温度や乗車率などにより最適化された制御を行う。
半室構造の運転台にはワンマン設定器の機能を内蔵したタッチパネル式表示器があり、自動放送や案内表示器の一括操作もこのパネルから行える。
ATS機器は、ATS-P・ATS-Psの統合型車上装置である。動作表示器も両形のATSで一体化されたもので、ブレーキ作動や装置故障の要因を表示する機能が追加されたほか、作動ベルも電子音化された。また運転台および屋根上には、GNSS踏切制御装置・衛星携帯電話関係機器の設置準備工事がなされている。
寒冷地向けにレールヒーターと電気連結器ヒーターを搭載しているが、後者は高崎地区向けの車両では準備工事のみとしており、盛岡地区向け車両とは重量が異なっている。

### 内装
ユニバーサルデザインを採用した明るい内装となっており、混雑緩和と乗降のスムーズ化を目的に、全車両がロングシートとなっている。車両中央部から乗務員室にかけて走行関係の機器室が配置されるほか、片運転台車の連結面側車端部は座席のないフリースペースとなっているが、機器室がない部分も含めて窓は省略された。また、トイレ脇にも床面にピクトグラムを表示した車椅子スペースが設けられている。
前述の通りワンマン運転に対応しており、客室内には整理券発行機・運賃表示器・運賃箱がある。
トイレは車椅子対応の洋式で、大型化しつつ視認性確保のため幅を抑えた設計となっている。このほか、客室内には防犯カメラと非常通話装置が設置される。

## 形式
以下の3形式からなる。
HB-E220形（cMc）
両運転台車。車椅子対応トイレを設置、定員は103名。
HB-E221形（Mc）
片運転台車。車椅子対応トイレを設置、定員は117名。
HB-E222形（Mc'）
片運転台車。定員は126名。
各形式はVVVFインバータ・静止形インバータ・空気圧縮機を搭載している。
編成表
|              | ← 釜石・盛岡花巻 → ← 高崎高麗川 → |                                       |                                       |
|              |                                   |                                       |                                       |
| 形式         | HB-E220 (cMc)                     | HB-E221 (Mc)                          | HB-E222 (Mc')                         |
| 搭載機器     | VVVF･SIV･CP･BT                    | VVVF･SIV･CP･BT                        | VVVF･SIV･CP･BT                        |
| 車両重量 (t) | 42.2                              | 39.6（盛岡地区用） 39.5（高崎地区用） | 39.1（盛岡地区用） 38.9（高崎地区用） |

- VVVF：VVVFインバータ装置
- SIV：補助電源装置（静止型インバータ）
- CP：空気圧縮機
- BT：蓄電池

## 車歴表
特記ない限りは2025年（令和7年）4月1日時点の新製情報を示す。
- 製造…川崎：川崎車両
- 配置…盛岡：盛岡車両センター

## 今後の予定
2025年5月時点で、高崎エリアの八高線向けに16両（2両8本）、盛岡エリアの東北本線・釜石線向けに16両（1両4本・2両6本）を投入する計画で、2025年度下期に営業運転を開始する予定である。